# Marie Stopes
Marie Charlotte Carmichael Stopes (Edimburg, 15 d'octubre de 1880 - Dorking, Surrey, 2 d'octubre de 1958) va ser una autora, paleobotànica, investigadora, eugenecista escocesa, defensora dels drets de les dones i pionera en l'àmbit del control de la natalitat. Les seves contribucions en paleontologia i classificació del carbó van ser molt significatives, a més de ser la primera acadèmica de la seva facultat a la Universitat de Manchester.
Al costat del seu segon marit, Humphrey Verdon Roe, va fundar la primera clínica de control de natalitat a la Gran Bretanya. Stopes va editar la publicació Birth Control News, que donava consells explícits sobre el tema. El seu manual sobre sexe, Married Love, va ser molt controvertit i influent. S'oposava a l'avortament argumentant que la prevenció de la concepció era suficient.
És una de les dones representades en el treball artístic The Dinner Party, de Judy Chicago, que inclou 999 noms de dones notables de la història.

## Algunes publicaciones
- 1910. A Journal From Japan. Londres: Blackie & Son, Ltd. OL 9026688W

- 1912. Botany; or, The modern study of plants. Londres & Edimburgo: T.C. & E.C. Jack. OL 9026684W

- 1913. Catalogue of the Mesozoic Plants in the British Museum (Natural History): The Cretaceous Flora: Part I - II. Londres: British Museum

- con Jôji Sakurai. 1913. Plays of Old Japan. Londres: William Heinemann

- con Jôji Sakurai. 1927. Plays of Old Japan: The 'Nô'. Eclipse Press. OL 9026704W

- 1914. The 'Fern ledges' Carboniferous flora of St. John, New Brunswick. Ottawa: Gov. of Canada, Gov. Printing Bureau

- 1914. Man, other poems, and a preface. Londres: William Heinemann. OL 9026691W

- 1917. Conquest; or, A piece of jade; a new play. Londres: French

- 1918. Married Love. Londres: Fifield & Co. ISBN 0-19-280432-4. OL 9026716W

- 1918. Wise Parenthood: A Treatise on Birth Control or Contraception. Londres: Rendell & Co. ISBN 0-659-90552-3. OL 9026714W

- 1918. On the Four Visible Ingredients in Banded Bituminous Coal: Studies in the Composition of Coal, No. 1. Ottawa: Gov. of Canada, Gov. Printing Bureau

- 1920. Radiant Motherhood. Londres: Putnam. OL 9026706W

- 1921. The Truth about Venereal Disease. Londres: Putnam

- 1923. Contraception (birth control) its theory, history and practice. Londres: J. Bale, Sons & Danielsson. OL 9026713W

- 1923. Our Ostriches. Londres: Putnam. OL 9026703W

- 1926. Sex and the Young. New York & Londrees: Putnam. OL 53799W

- 1926. The Human Body. New York & Londres: Putnam. OL 9026707W

- 1926. A Banned Play and a Preface on the Censorship. Londres: J. Bale, Sons & Danielsson. OL 9026682W

- 1928. Enduring Passion. New York: Putnam

- 1935. Marriage in My Time. Rich & Cowan Ltd.

- 1936. Change of Life in Men and Women. New York: Putnam. OL 9026710W

- 1939. Your Baby's First Year. Londres: Putnam

- 1940. Oriri. Londres: William Heinemann

- 1946. The Bathe, an Ecstasy. Londres: A. Moring. OL 412916W